# Chicago Bears 1941
La stagione 1941 dei Chicago Bears è stata la 21ª della franchigia nella National Football League. La squadra terminò con un record di 10-1 al primo posto a pari merito della Western Division. Fu così necessario uno spareggio che i Bears vinsero contro i Green Bay Packers per 33-14. Si qualificarono così per la finale di campionato dove batterono i New York Giants vincendo il secondo titolo consecutivo, il quinto complessivo.

## Calendario
| Stagione regolare |                        |                   |           |           |        |
| Data              | Avversario             | Stadio            | Risultato | Punteggio | Record |
| 28 settembre      | at Green Bay Packers   | East Stadium      | V         | 25–17     | 1–0    |
| 5 ottobre         | at Cleveland Rams      | Municipal Stadium | V         | 48–21     | 2–0    |
| 12 ottobre        | Chicago Cardinals      | Wrigley Field     | V         | 53–7      | 3–0    |
| 19 ottobre        | Detroit Lions          | Wrigley Field     | V         | 49–0      | 4–0    |
| 26 ottobre        | Pittsburgh Steelers    | Wrigley Field     | V         | 34–7      | 5–0    |
| 2 novembre        | Green Bay Packers      | Wrigley Field     | S         | 16–14     | 5–1    |
| 9 novembre        | Cleveland Rams         | Wrigley Field     | V         | 31–13     | 6–1    |
| 16 novembre       | Washington Redskins    | Wrigley Field     | V         | 35–21     | 7–1    |
| 23 novembre       | at Detroit Lions       | Briggs Stadium    | V         | 24–7      | 8–1    |
| 30 novembre       | at Philadelphia Eagles | Shibe Park        | V         | 49–14     | 9–1    |
| 7 dicembre        | at Chicago Cardinals   | Comiskey Park     | V         | 34–24     | 10–1   |

### Playoff
| Playoff     |                   |                  |           |           |
| Data        | Avversario        | Stadio           | Risultato | Punteggio |
| 14 dicembre | Green Bay Packers | Wrigley Field    | V         | 33-14     |
| 21 dicembre | Wrigley Field     | Griffith Stadium | V         | 37-9      |

## Classifiche
| NFL Western Division |    |   |   |      |       |     |     |     |
|                      | V  | S | P | %    | DIV   | PF  | PS  | STR |
| Chicago Bears        | 10 | 1 | 0 | .909 | 7–1   | 396 | 147 | V5  |
| Green Bay Packers    | 10 | 1 | 0 | .909 | 7–1   | 258 | 120 | V8  |
| Detroit Lions        | 4  | 6 | 1 | .400 | 3–4–1 | 121 | 195 | V1  |
| Chicago Cardinals    | 3  | 7 | 1 | .300 | 1–6–1 | 127 | 197 | S2  |
| Cleveland Rams       | 2  | 9 | 0 | .182 | 1–7   | 116 | 244 | S9  |

Nota: I pareggi non venivano conteggiati ai fini della classifica fino al 1972.

## All-Star Game
I Bears sconfissero gli NFL All-Stars 35–24 il 4 gennaio 1942.